# 2023年のプロボウル
ザ・プロボウル・ゲームズ(The Pro Bowl Games)は、NFLの2022年シーズンのオールスターゲームで、2023年2月2日および5日にネバダ州ラスベガスのアレジアント・スタジアムで行われたスポーツイベントである。2023年からはプロボウル初の試みとして、前年までのタックルありの接触を伴うアメリカンフットボールの試合を実施するのではなく、スキル競技と接触を伴わないフラッグフットボールを実施することとなり、かつ改称された。また、ファン投票は2022年11月15日に始まり、AFC、NFC両チームのロースターは2022年12月21日に発表された。

## 背景
2022年8月9日、リーグはネバダ州パラダイスのアレジアント・スタジアムで2年連続でプロボウルを開催することを発表した。
近年、年俸の高騰と共に選手が負傷を怖がるようになり、プロボウルではタックルやブロックなどの危険な接触プレーを嫌がるようになっていた。審判も、ディフェンス選手が触れただけで、ボールキャリア―が倒れなくてもボールデッドを宣告するようになっていた。結果として緊張感に欠けた大味な試合が増えて批判を招き、リーグは廃止を含めてプロボウルを改革する意志を公表していた。
2022年9月26日に、リーグは2022年のプロボウルまでの接触を伴う試合を取りやめ、フラッグフットボールの試合を開催することを発表した。また、今までの「スキルズショーダウン」のようなスキルを競い合うイベントは引き続き開催される。さらに、NFLは、イベントにエンターテイメント性を持たせるため、ペイトン・マニングと彼の率いるオマハ・プロダクションと提携した。2022年12月5日、プロボウルのコーチをペイトン（AFCチーム）と弟のイーライ・マニング（NFCチーム）が担うことが発表された。

## 内容・結果
2023年2月2日と2月5日の2日間で行われた。
各スキルチャレンジの勝者には3点、フラッグフットボールゲーム1と2の勝者には6点が与えられる。最後のフラッグフットボールゲーム3は得点がそのまま加算され、カンファレンスの勝敗を決める。

### 2023年2月2日
- Precision Passing

動く機械仕掛けのターゲットへのQBによる正確なパスを競う。デレック・カー(LV)が優勝し、AFCに3点。
AFC 3-0 NFC
- Lightning Round

ペアを組み水風船キャッチ・パントキャッチ・パス的当ての全3ステージのゲームを勝ち抜く。ジョエル・ビトニオ(CLE)とトレイ・ヘンドリックソン(CIN)が最後まで勝ち残り、AFCに3点。
AFC 6-0 NFC
- Longest Drive

ゴルフのドライブコンテスト。ジョーダン・ポイヤー(BUF)が優勝し、AFCに3点。
AFC 9-0 NFC
- ドッジボール

AFCの攻撃選手・守備選手、NFCの攻撃選手・守備選手の4チームによるトーナメント戦。NFCの攻撃チームが優勝し、NFCに3点。
AFC 9-3 NFC

### 2023年2月5日
- フラッグフットボール ゲーム1

フラッグフットボールの1本目。NFCが33-27で勝利し、NFCに6点。
AFC 9-9 NFC
- Kick Tac Toe

ロングスナッパー、パンター、プレースキッカーによるストラックアウト。3×3の巨大パネルにボールを当て、三目並べの要領で先に1列完成させたチームの勝利。AFCが勝利し、AFCに3点。
AFC 12-9 NFC
- Gridiron Gauntlet

選抜された6人による選手スキルにまつわる障害物リレー。NFCが勝利し、NFCに3点。
AFC 12-12 NFC
- フラッグフットボール ゲーム2

フラッグフットボールの2本目。AFCが18-13で勝利し、AFCに6点。
AFC 18-12 NFC
- Move the Chains

5人のチームがチェーンに繋がれた重量物を引っ張り、先に10ヤード運んだチームの勝利。AFCが勝利し、AFCに3点。
AFC 21-12 NFC
- Best Catch

WRによるパスキャッチのアクロバットさを競う。アモン＝ラ・セントブラウン(DET)が優勝し、NFCに3点。
AFC 21-15 NFC
- フラッグフットボール ゲーム3

決勝ステージとなるフラッグフットボールの3本目。それまでに両チームが積み上げた得点である21-15の状態から試合開始となった。この試合でNFCが3本のタッチダウンを挙げ20点を獲得。最終スコア35-33でNFCの優勝となった。
|     | スキルチャレンジ | 前半 | 後半 | Total |
| --- | ---------------- | ---- | ---- | ----- |
| AFC | 21               | 6    | 6    | 33    |
| NFC | 15               | 13   | 7    | 35    |